# Ezgi Asaroğlu
Ezgi Asaroğlu (Esmirna, 18 de junho de 1987) é uma atriz turca de cinema e televisão.

## Carreira
Apareceu pela primeira vez na televisão na série Bir Dilim Aşk, que marcou a sua estreia no ecrã à idade de 17 anos. Durante os anos seguintes, obteve papéis nas melhores séries de televisão e a popularidade destas a fez muito conhecida para o público na Turquia. Em 2005, participou no filme What's Love Doing in the Mountains? (Que está a fazer o amor na montanha?), vencedora de prémios em festivais de cinema ao redor do mundo.
A sua carreira no cinema começou em 2008 com o seu papel no 2008 na produção independente For a Moment, Freedom (Por um momento, a liberdade) (também conhecida como Ein Augenblick Freiheit), uma comédia trágica de refugiados que tem ganho 30 prémios internacionais. Desde então, tem obtido papéis principais. Em 2009, protagonizou Kampüste Çıplak Ayaklar (aka Descalzo no Campus). A sua actuação recebeu a aclamação da crítica, e foi seguida por outros filmes de sucesso, incluindo Acı Aşk, En Mutlu Olduğum Yer, Aşk Kırmızı, Cennetten Kovulmak (que lhe valeu o prémio a "Melhor Actriz" do Festival de Cinema Dublin Silk Road), Sağ Salim 2: Sil Baştan. Após a série de comédia Leyla ile Mecnun e Yağmurdan Kaçarken, continuou a sua carreira com sucesso, actuou na série de drama O Hayat Benim, que teve grande sucesso, se prolongando durante quatro temporadas com 131 episódios, e que terminou a 2 de maio de 2017.

## Filmografia
| Ano                        | filme                                 | Papel       | Director                   |
| -------------------------- | ------------------------------------- | ----------- | -------------------------- |
| 2004                       | Bir Dilim Ask (TV)                    | Pelin       | Yuksel Aksu, Ummu Burhan   |
| 2004                       | Zor Karar (TV)                        | Meral       | Nihat Ozcan, Feride Kaytan |
| 2005                       | What's Love Doing in the Mountains?   | Ayse        | Yunus Emre Firat           |
| 2006                       | Kizlar Yurdu (TV)                     | Gulenay     | Ceyda Demir                |
| 2007                       | Yolcu (TV)                            | Kader       | Ali Artac                  |
| 2007                       | Menekse ile Halil (TV)                | Canay       | Uluc Bayraktar             |
| 2008                       | Hatirla Sevgili (TV)                  | Ruya        | Ummu Burhan                |
| 2008                       | For a Moment, Freedom                 | Jasmin      | Arash T. Riahi             |
| 2008                       | Gece Sesleri (TV)                     | Zehra       | Cemal San                  |
| 2009                       | Binbir Gece (TV)                      | Duru        | Kudret Sabanci             |
| 2009                       | Kampuste Ciplak Ayaklar               | Deniz       | Cansel Elcin               |
| 2009                       | Aci Ask                               | Seda        | Taner Elhan                |
| 2010                       | En Mutlu Oldugum Yer                  | Elif        | Kagan Erturan              |
| 2011                       | Leyla ile Mecnun (TV)                 | Leyla       | Onur Unlu                  |
| 2012                       | Cennetten Kovulmak/The Fall From Eden | Emine       | Ferit Karahan              |
| 2012                       | Isler Gucler (TV)                     | Asli Baytar | Selcuk Aydemir             |
| 2013                       | Ask Kirmizi                           | Zeynep      | Osman Sinav                |
| 2013                       | Yagmurdan Kacarken (TV)               | Idil        | Jale Incekol               |
| 2014                       | Sağ Salim II                          | Nihal       | Ersoy Güler                |
| 2014                       | O Hayat Benim (TV)                    | Bahar       | Merve Girgin, Hulya Bilban |
| colspan="4" align="center" |                                       |             |                            |